# Joseph Gareis (Bildhauer)
 Joseph Hieronymus Ferdinand Gareis  (* 7. August 1778 in Klosterfreiheit bei Ostritz, Oberlausitz; † 14. April 1844 in Dresden) war ein deutscher Zeichner und Bildhauer.

## Leben
Joseph Gareis war der zweite Sohn des Häuslers und Tischlermeisters Johann Gareis und dessen Ehefrau Johanne geborene Fischer, er war der jüngere Bruder des Malers und Zeichners Franz Gareis (1775–1803) und der ältere Bruder des Kammermusikers Gottlieb Gareis (1781–1859), des Tischlermeisters Johann Gareis (1785–1856), des Bartholomäus Gareis (1789–1859) und des Kunstmalers Anton Johann Gareis (1793–1863). Das Zeichnen erlernte er vermutlich an der Zeichenschule in Meißen und/oder an der Kunstakademie in Dresden. Später erlernte er die Bildhauerei beim Meister Joseph Jäntsch in Ostritz. Im Jahr 1807 heiratete er im böhmischen Ort Wernstadt die Arzttochter Barbara Mattausch. Die Ehe brachte fünf Söhne und drei Töchter hervor. Um 1811 arbeitete er als Bildhauer und schuf dekorative Grabmale, Altäre und Reliefs in der Oberlausitz, Sachsen, Böhmen und Schlesien. Er bildete in seiner Werkstatt junge Künstler wie Franz Schiller (1815–1857) aus. Nach 1822 verließ er Ostritz und zog nach Dresden und wohnte in der Pirnschen Gasse (Pirnaische Gasse) 10. Im Alter von 66 Jahren verstarb er ebenda.

## Werke, Auswahl

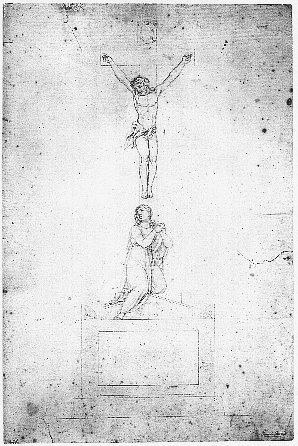
Entwurf für Grabmal Mittrich in Ostritz.

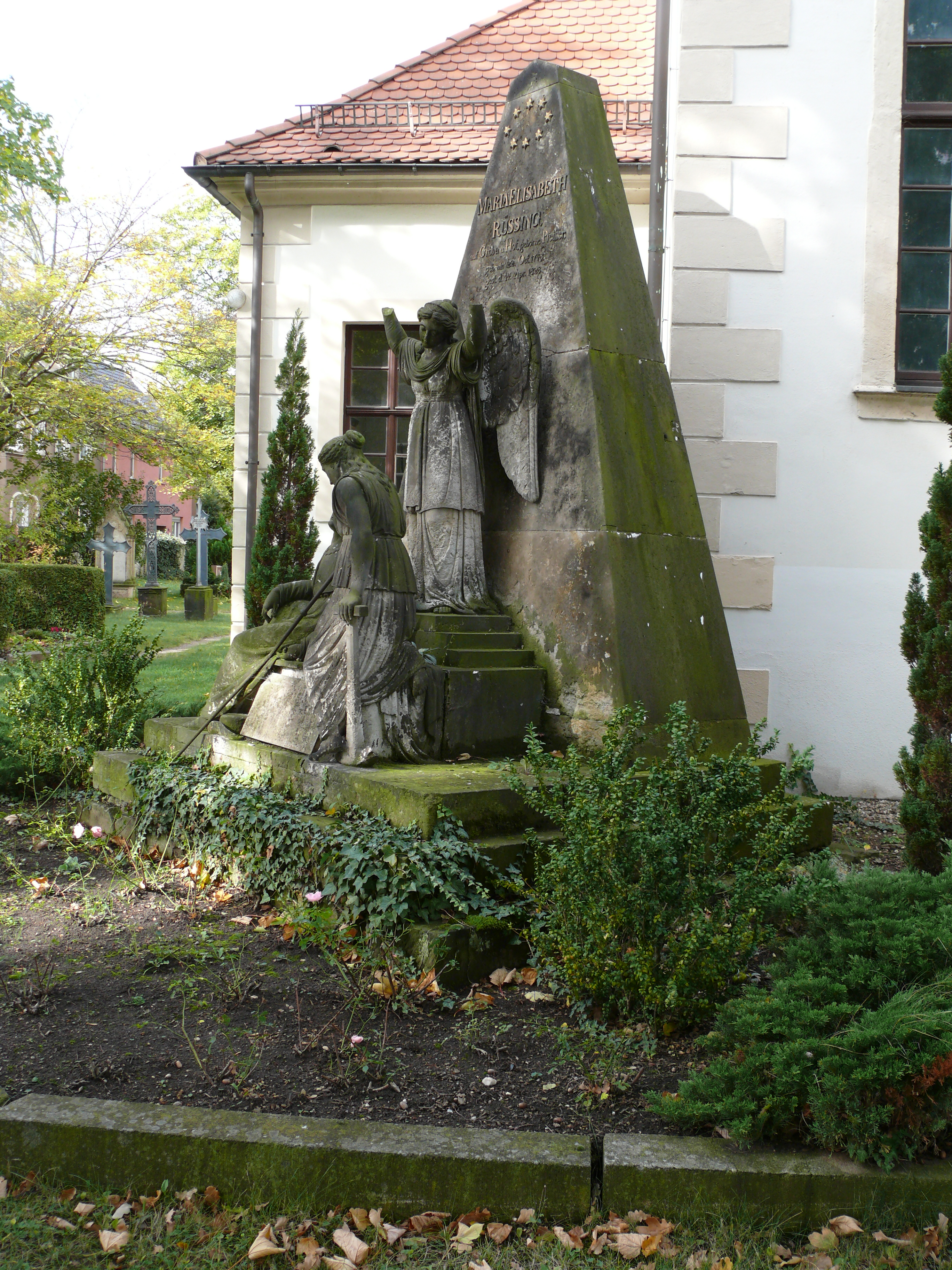
Grab von Maria Elisabeth Rüssing in Gröba.

- 1811 Grabmal für den Baumeister Johann Joseph Kunz in Reichenberg
- 1811 Grabmal für Carl Gotthelf Weber in Hirschfelde
- um 1811 Grabmal Johann Gotthelf Schlegel in Hirschfelde[4]
- 1817 Grabmal für George Zeissig, Hirschfelde
- 1817 Altaraufbau für die Kirche in Reichenau (Bogatynia)[5]
- 1822 erneuerte er den Orgelprospekt des Herrnhuter Kirchensaal
- 1823 Grabmal für Johann Gottlob Hanns in Riesa[6]
- 1828 Grabmal für Maria Elisabeth Rüssing in Gröba bei Riesa[7] (heute auf dem Friedhof der Kirche Gröba)
- 1825 Grabmal Joseph Klaus in Seitendorf (heute: Zatonie, Gemeinde Bogatynia)
- 1836/37 Grabmal für Franz Mittrich in Ostritz, Maria-Himmelfahrt-Kirche nach Entwurf Karl Friedrich Schinkels